# Strašnice
Strašnice (en allemand : Straschnitz) est un quartier pragois situé dans l'est de la capitale tchèque, appartenant à l'arrondissement de Prague 10, d'une superficie de 618,0 hectares est un quartier de Prague. En 2018, la population était de 35 389 habitants.
La ville est devenue une partie de Prague en 1922.